# Geneva (Alabama)
Geneva település az USA Alabama államában, Geneva megyében, melynek megyeszékhelye is. Lakosainak száma 4245 fő (2020. április 1.).

## Népesség
A település népességének változása:

| 2010 | 4 452 |
| 2020 | 4 245 |